# Дороті Нідем
Дороті Мері Мойл Нідхем (22 вересня 1896 — 22 грудень 1987) — англійська біохімікиня, відома своєю роботою з біохімії м'язів. Вона вступила у шлюб із біохіміком Джозефом Нідгамою.

## Біографія
Дороті Мойл народилася в Лондоні, в сім'ї Джона Томаса Мойля та Еллен Дейвс. [2] Вона навчалась у коледжі Клермонт, Стокпорт, яким керувала її тітка, Агнес Дейвс, і у школі Св. Хіларі перед вступом до коледжу Гіртона в Кембриджському університеті. У Гіртоні вона зацікавилася хімією та біохімією після відвідування лекцій Фредеріка Гоуланда Хопкінса. У 1919 році отримала ступінь бакалавра. Після їй було запропоновано дослідницьку посаду у Хопкінсі, в Інституті Сера Уїльяма Данна, Кембридж [2].
Там вона отримала ступінь магістра мистецтв у 1923 році, а доктора філософії у 1930 році. [3]
13 вересня 1924 року вступила у шлюб із біохіміком Джозефом Нідхемом. У подружжя не було дітей.

## Кар'єра
Перше дослідження стосувалось взаємоперетворення молочної кислоти і глікогену в м'язах. Дороті провела його у співпраці з Фостер. Після вона вивчала роль бурштинової кислоти, фумарової кислоти яблучної кислоти в м'язовому метаболізмі, а також біохімічні відмінності та зв'язки між аеробними та анаеробними шляхами. [4] Згодом вона працювала над циклічним перенесенням фосфатів у м'язові скорочення і разом з співробітниками вперше встановила пряме співвідношення структури і функції м'язів, підтвердивши в 1939 р. міозин, скорочувальний білок м'язів.
Під час Другої світової війни Нідхем брала участь у дослідженні як член групи хімічного захисту під керівництвом професора Малкольма Діксона з Міністерства постачання, приділяючи особливу увагу впливу хімічної зброї (особливо іприту) на обмін речовин, шкіру та кістковий мозок. [5]
У 1944 році її чоловік був призначений науковим радником британського посольства в Чунціні, Китай, і Нідхем поїхала разом із ним Китай. Там була призначена заступницею директора китайсько-британського центру. Вони повернулися в Кембридж в 1945 році, де продовжила дослідження з білкової та ферментної біохімії, і отримала ступінь доктора наук. У 1948 році була обрана членкинею Королівського товариства.
Її головна робота «Біохімія м'язового скорочення в його історичному розвитку» [6], яка відстежує всі події в галузі з 1600 року. Вперше опублікована в 1971 році і перевидана у 2009 році.
Вона була почесною членкинею коледжу Гіртон, Кембридж, співзасновницею і членкинею коледжу Люсі Кавендіш, Кембридж, і почесною членкинею Коледжу Кай, де вона була першою (і довгий час єдиною) жінкою. [7]

## Політична діяльність
Нідхем була соціально і політично активною. Дороті підтримувала численні організації, серед яких Amnesty International ; Тваринні тварини; Анти-ядерна кампанія; Кембриджські товариства добробуту та збереження; Клуб новачок Кембриджського університету; Комітет з прав людини Сальвадору ; Друзі Землі ; Медична та наукова допомога для В'єтнаму, Лаосуі Кампучія ; Медико-науковий комітет радянського єврейства; і Рух за висвячення жінок. [ Правити ] Вона також допомогла заснувати два нових коледжі Кембриджського університету для наукових досліджень жінок: New Hall в 1946 році, і Люсі Кавендіш коледж в 1962 році [5] [ мертвої посиланням ]